# Minoische Gebäude von Tylissos

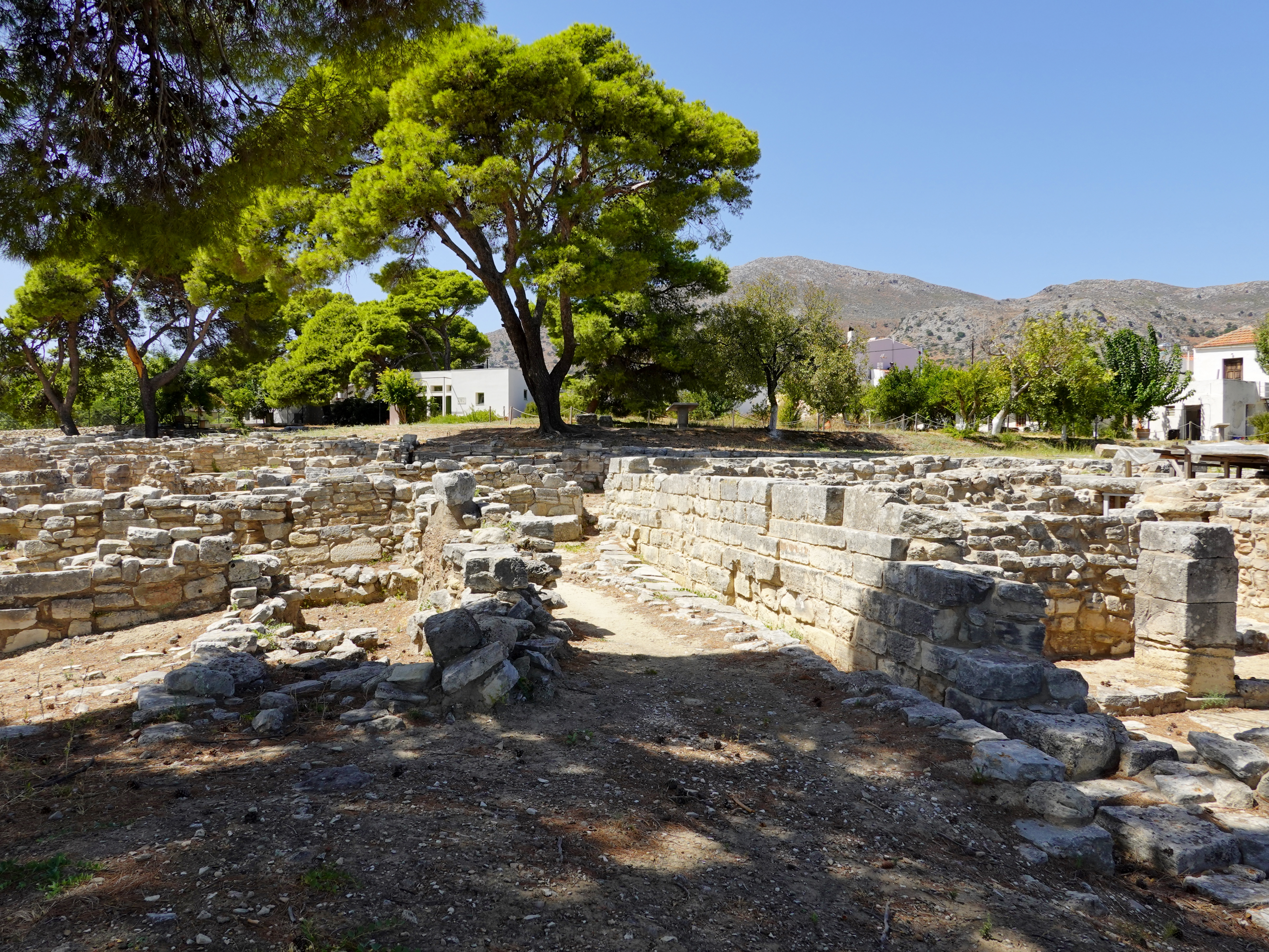
Ausgrabungsstätte von Tylissos

Die minoischen Gebäude von Tylissos (griechisch Μινωική μέγαρα Τυλίσου Minoiki megara Tylisou) bezeichnen eine archäologische Ausgrabungsstätte im zentralen Teil der griechischen Insel Kreta. Sie befindet sich in der Gemeinde Malevizi (Μαλεβίζι) des Regionalbezirks Iraklio, ungefähr sieben Kilometer südwestlich der Inselhauptstadt Iraklio. Die Gebäudereste werden auch als Megara oder Villen beschrieben, wobei der Gattungsbegriff „Minoische Villa“ einen Gebäudetyp bezeichnet, der weitgehend auf die Neupalastzeit der minoischen Kultur beschränkt ist.

## Lage
Die Ausgrabungsstätte befindet sich auf einem Plateau von 190 Metern Höhe am östlichen Ortsrand von Tylissos (Τύλισος), etwa 150 Meter östlich der Straße von Iraklio nach Anogia (Ανώγεια). Die Entfernung zur Nordküste Kretas im Nordosten bei Linoperamata (Λινοπεράματα) am Ägäischen Meer beträgt 5,6 Kilometer. Tylissos wird im Norden und Süden von nicht ständig wasserführenden Bächen eingefasst, die im Osten über den Flega potamos (Φλέγα ποταμός) zum Gazanos potamos (Γαζανός ποταμός) entwässern, der bei Skafidaras (Σκαφιδαράς) ins Meer mündet. Etwa 2,3 Kilometer nordwestlich der Ausgrabungsstätte befand sich auf dem 670 Meter hohen Pyrgos (Πύργος) ein Gipfelheiligtum. Die minoischen Gebäude von Tylissos sind L-förmig angeordnet, mit dem Gebäude A in der Mitte, dem Gebäude B im Südwesten und dem Gebäude C im Norden. Nördlich und nordwestlich des Gebäudes C schließen sich Architekturreste der antiken Stadt Tylissos an, die einen Altar und drei Säulenbasen umfassen, die vielleicht auf eine Stoa weisen.

## Geschichte und Beschreibung

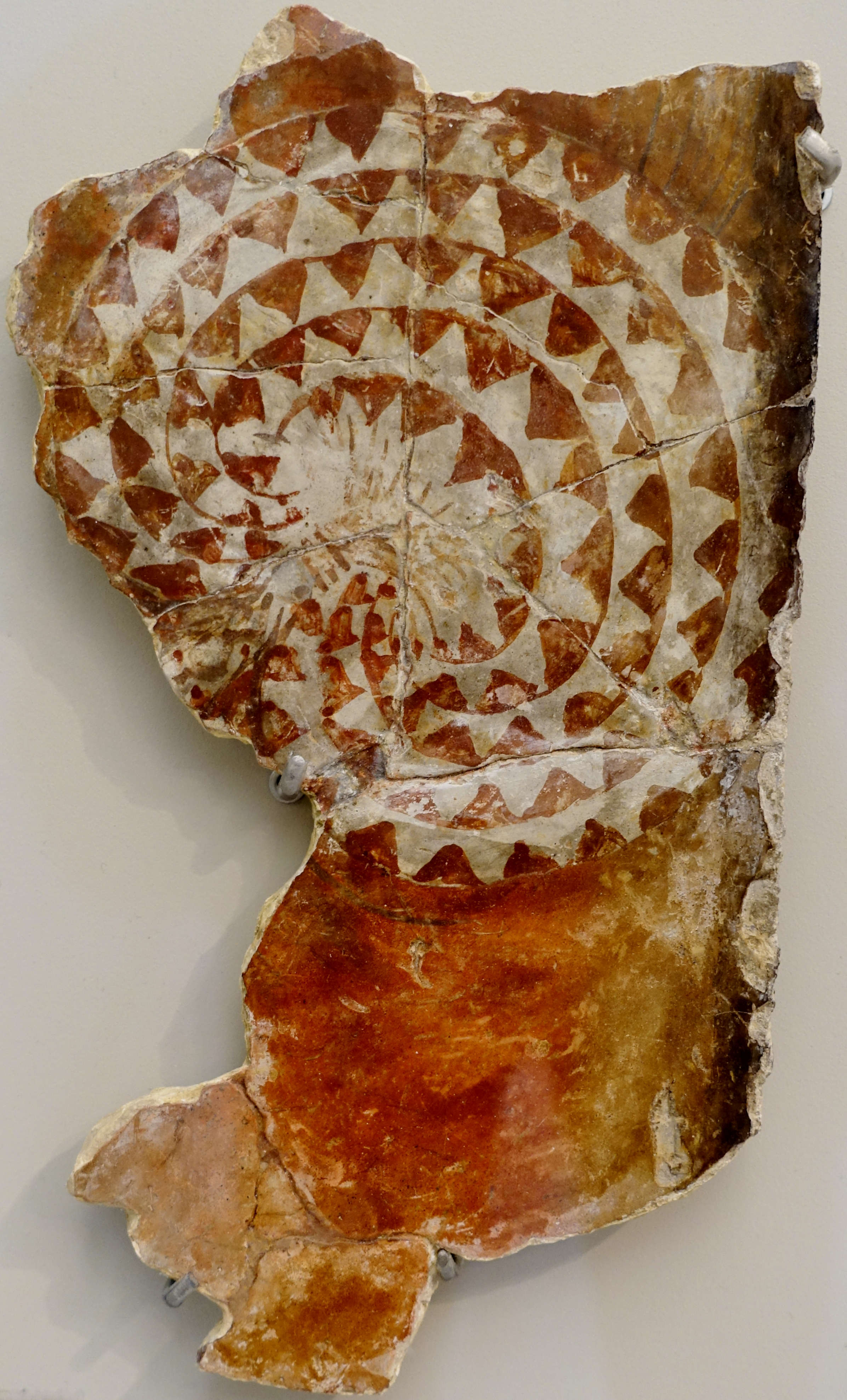
Freskofragment aus Tylissos (1650–1450 v. Chr.)

Nachdem Robert Pashley Tylissos 1837 erwähnte, lokalisierte Thomas Spratt die antike Stadt am heutigen Ort auf dem höchsten Punkt des Geländes und war überrascht über deren Ausdehnung. Seine 1865 in dem Buch Travels and researches in Crete veröffentlichten Beobachtungen bildeten die Grundlage der späteren Ausgrabungen. Die Stadt war zuvor von Münzen bekannt, auf denen Hera, Apollon oder ein Jäger mit Bogen und ein Ziegenkopf dargestellt waren. Anfang des 20. Jahrhunderts wurden von Joseph Chatzidakes, dem Gründer des archäologischen Dienstes von Kreta und des archäologischen Museums von Iraklio, vier große Bronzekessel im Auftrag des Museums in einer Kupferschmiedewerkstatt aufgekauft, die Einheimische 1906 auf den Feldern des Klosters Chalepa (Μονή Χαλέπας Moni Chalepas) ausgegraben hatten.
Nach der Genehmigung und der Mittelbewilligung seitens der kretischen Regierung führte Chatzidakes ab Juni 1909 vorbereitende Ausgrabungen mittels Öffnung zweier Gräben aus. Bis 1912 wurden die drei heute zu besichtigenden Gebäude freigelegt. Die Ergebnisse und Funde der Grabungen veröffentlichte Chatzidakes 1921 in seinem Buch Tylissos à l’époque minoenne und 1934 in Les villas minoennes de Tylissos. In den drei Gebäuden sind Tongefäße der minoischen Keramikphasen MM III bis SM II dokumentiert. Unter ihnen sowie im Nordosten und im Süden des Gebäudes B liegen Baubefunde, die Tongefäße der Phasen FM II bis MM II enthielten. Brandspuren an Funden und Befunden in den Gebäuden A und C weisen auf eine Zerstörung durch ein Feuer, wahrscheinlich in SM II, hin. In den 1940er Jahren führten Nikolaos Platon und Zacharias Kanakis umfangreiche Arbeiten zur Erhaltung und Restaurierung der Gebäudereste durch, die Platon von 1951 bis 1955 abschließend fortgesetzte. Dabei wurden das Gelände umzäunt und von dem Architekten Piet de Jong neue Pläne der Gebäude ausgearbeitet. In den Jahren 1971 und 1979 schlossen sich zwei kurze Grabungskampagnen unter Athanasia Kanta an SM-III-Gebäuderesten östlich von Gebäude A an.

### Gebäude A (Megaron Α)

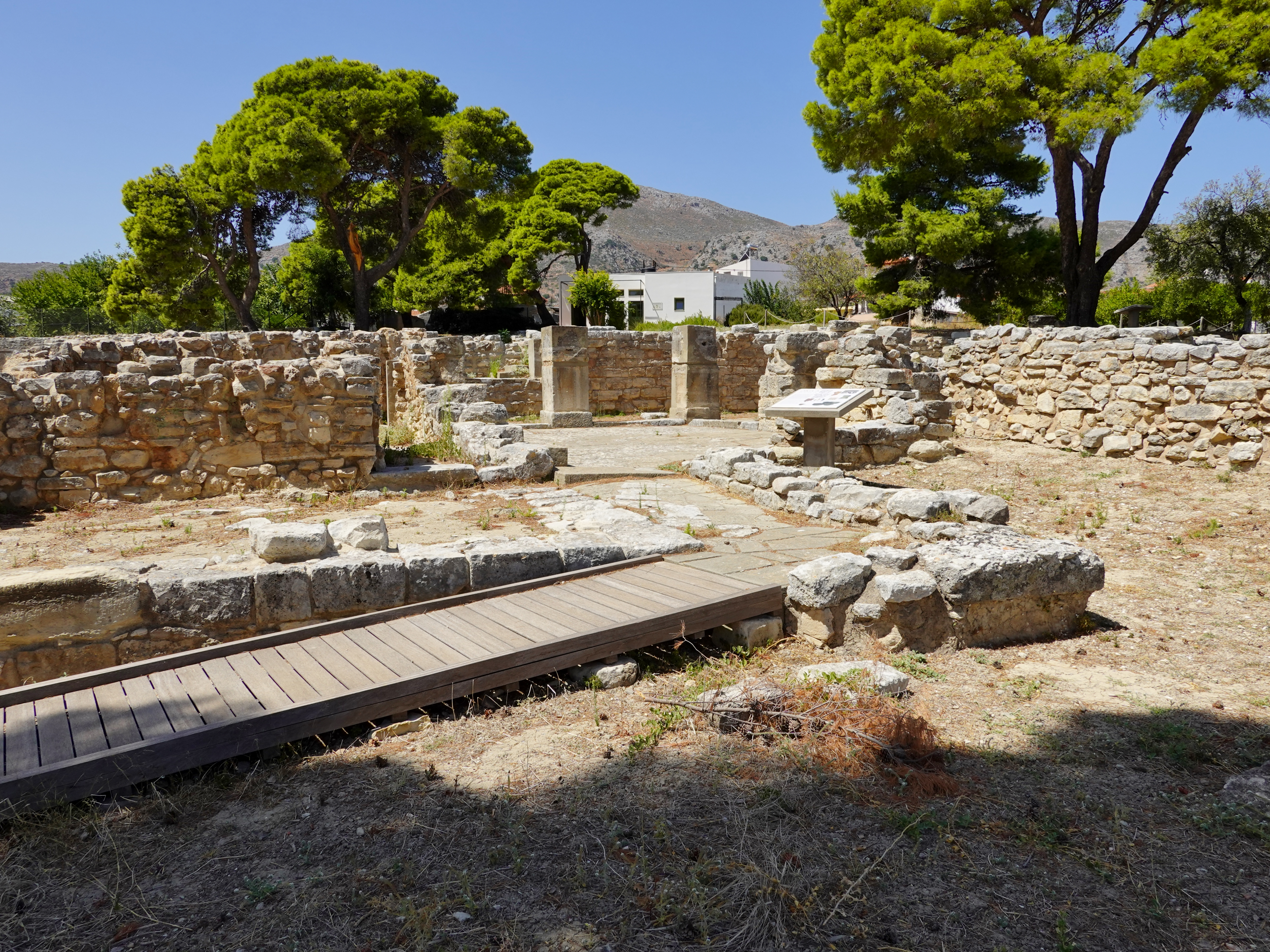
Eingang zu Gebäude A

Das etwa 630 m² große Gebäude A im Südosten der Ausgrabungsstätte hatte ursprünglich zwei Stockwerke. Die Wände bestanden aus Quadermauerwerk. Im Erdgeschoss befanden sich 24 Räume. Der Eingang lag an einem Pfeilerhof im Osten, hinter dem eine Treppe ins Obergeschoss führte. Die Räume im Norden des Gebäudes, einschließlich zwei Magazinen mit einigen großen Pithoi, wurden zu Lagerzwecken genutzt. Im südlichen Wohntrakt war eine Reihe von Räumen um eine „minoische Halle“ angeordnet. Einer dieser Räume enthielt einen dreibeinigen Kochtopf. Die Mitte des Wohnbereichs wurde durch einen Lichtschacht erhellt.
Östlich des Lichtschachts schloss sich die gepflasterte „minoische Halle“ an, die von ersterem durch eine Trennwand mit mehreren Doppeltüren, die sich in Aussparungen zurückklappen ließen, abgeteilt war. Über die Halle konnte man sieben andere Räume erreichen, die quadratisch um sie angeordnet waren, darunter nördlich ein Raum mit einem Lustralbecken. Hinter dem Lichthof befanden sich weitere Räume im Westen, in denen sich die meisten Fundstücke befanden. Der nordwestliche Raum enthielt Gläser, Vasen, Webgewichte und eine Bronzefigurine, die wahrscheinlich aus dem Obergeschoss herabgefallen war. Der Raum westlich des Lichtschachts enthielt viele kleine Gläser und im südlich anschließenden Raum befanden sich ursprünglich die vier großen Bronzekessel, die 1906 vor den Ausgrabungen von einem Bauern entdeckt worden waren. Zusätzlich wurden in dem Raum zwei Linear-A-Tafeln und einige Tonsiegel gefunden. An der Südwestecke des Gebäudes befand sich ein Treppenaufgang ins Obergeschoss.

### Gebäude B (Megaron Β)

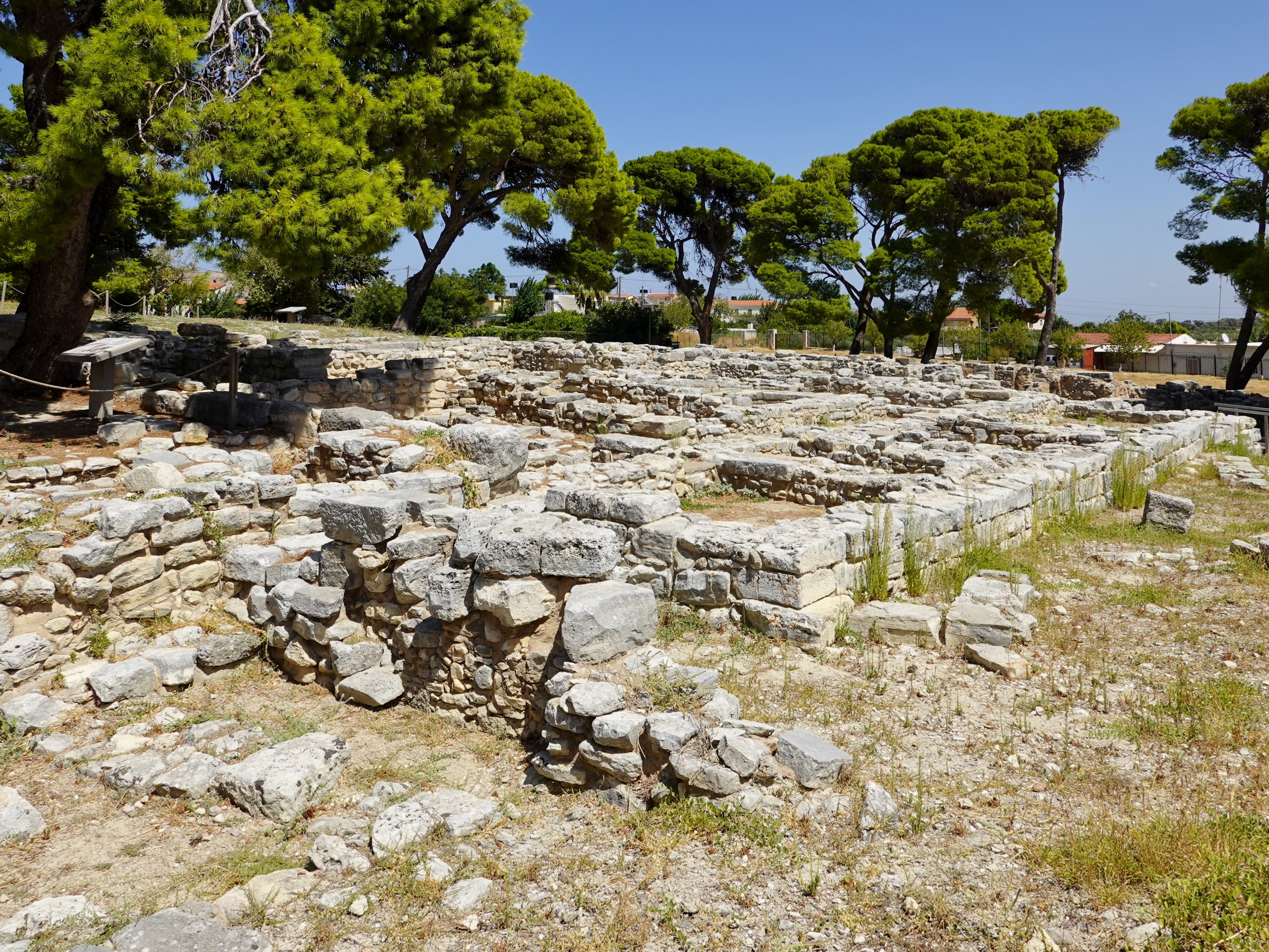
Gebäude B von Südwesten

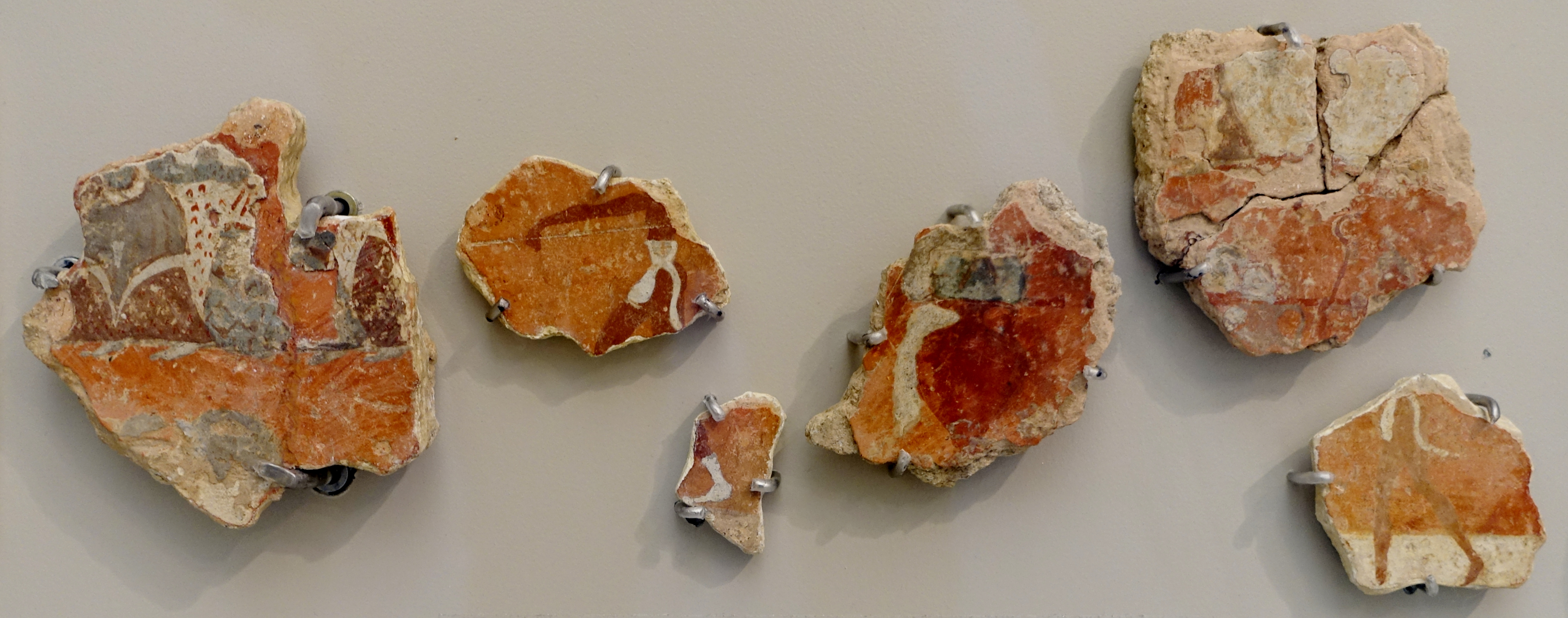
Freskofragmente aus Tylissos (1650–1450 v. Chr.)

Das rechteckige Gebäude B im Südwesten nahe dem Eingang der Ausgrabungsstätte war möglicherweise ein Nebengebäude. Tatsächlich scheint es älter als Haus A gewesen zu sein. Die Zerstörung des Gebäudes erfolgte durch einen Brand. Das zweistöckige Gebäude mit Außenwänden aus Quadermauerwerk enthielt wahrscheinlich Lagerräume, aber abgesehen von einer großen Anzahl von SM-I-Vasen in einem von ihnen wurde in den anderen Räumen nur wenig gefunden. Zu den Funden zählen Gläser, Tonvasen (Pyxide, Kochtöpfe, Ausgusskrüge und Tassen), ein Opfertisch aus Steatit und Fragmente von Fresken aus einem Raum im Obergeschoss.

### Gebäude C (Megaron Γ)
Die Reste des etwa 350 m² großen Gebäudes C im Nordosten stammen eigentlich aus zwei verschiedenen Zeiträumen. Ein erster Bau entstand in der Neupalastzeit etwa zeitgleich mit den Gebäuden A und B. Nach dessen Zerstörung, wie der der beiden anderen Gebäude um 1450 v. Chr., war Gebäude C mit Erde bedeckt. Auf ihm entstand in der Phase SM III ein neues Gebäude, von dem nur wenige Reste erhalten sind. In dieser Phase wurde auch die nördlich angrenzende Zisterne erbaut.

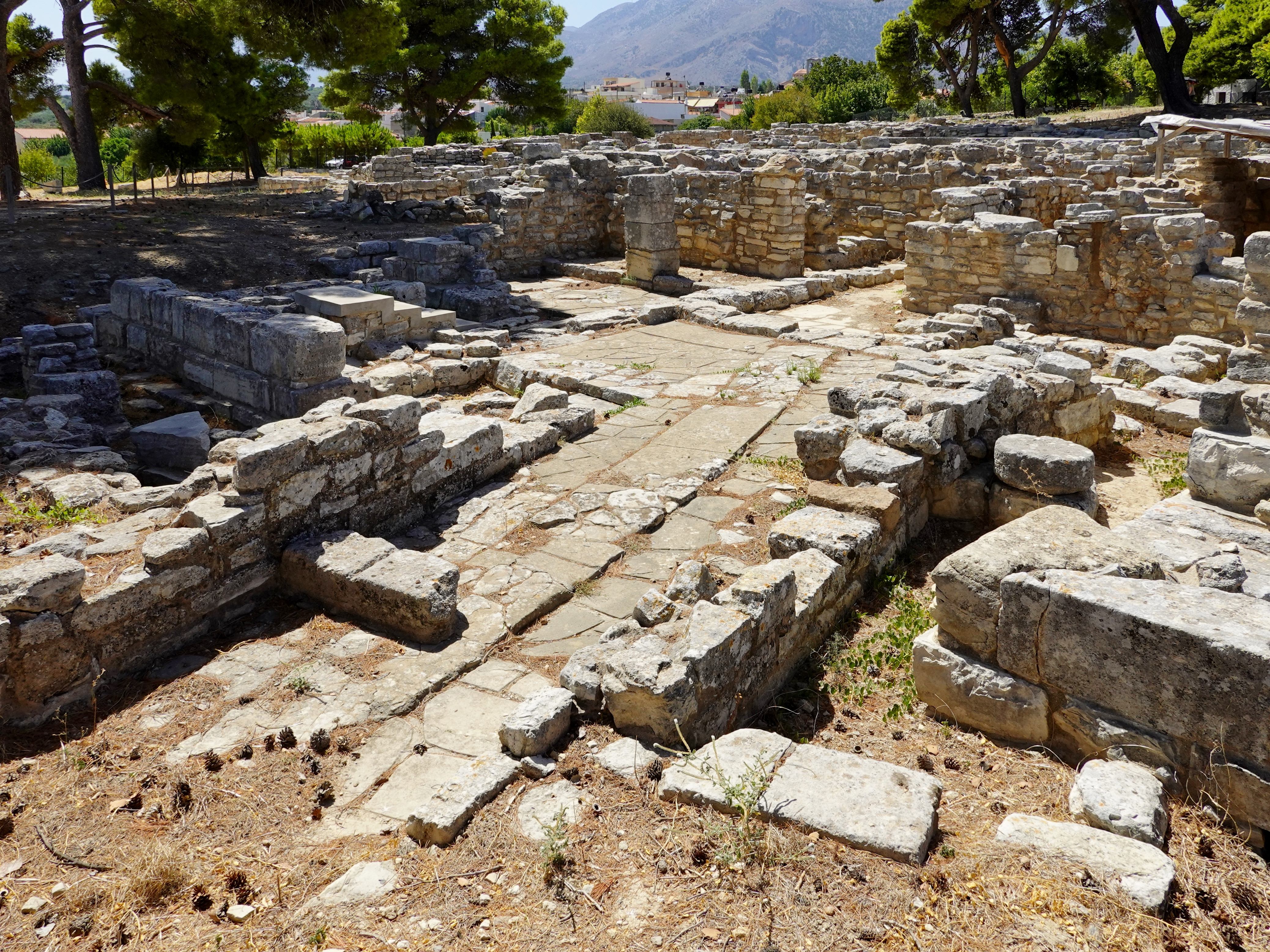
Eingang zu Gebäude C

Vom Eingang im Osten des Gebäudes konnten die Räume des Erdgeschosses über vier Korridore betreten werden. Im Westen befanden sich die Lagerräume, während der Nordtrakt zum Wohnen diente. Hier wurde auch ein Lustralbecken ausgegraben. Im südlichen Teil des Gebäudes lag ein möglicher Schrein, der über Korridore mit den Lagerräumen verbunden war. Drei Treppenaufgänge führten ins Obergeschoss des Bauwerks. Neben Gläsern und Tonvasen wurden im Gebäude C Fragmente von Fresken entdeckt, die beim Einsturz aus dem Obergeschoss gefallen waren.

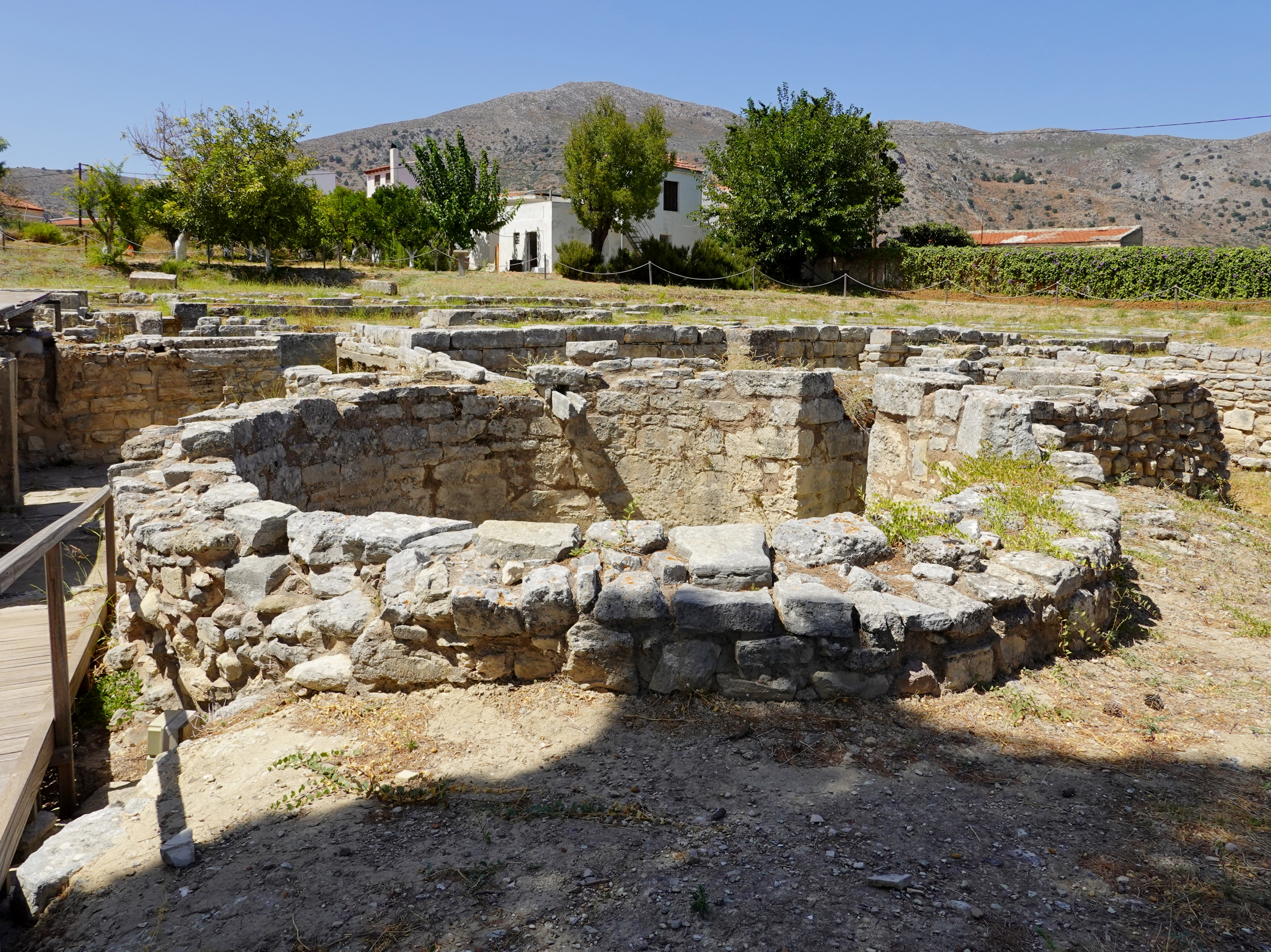
Zisterne der dritten Palastzeit

Im 14. oder 13. Jahrhundert v. Chr., in der sogenannten dritten Palastzeit der Phase SM III, entstand etwa einen Meter über den Ruinen des neupalastzeitlichen Gebäudes an der Stelle des eingestürzten Obergeschosses ein neues Bauwerk. Von ihm sind nur wenige Reste erhalten, wie zwei Säulenbasen, einige Schwellen und Pfosten, eine steinerne Rohrleitung, ein kleines Steinbecken und eine große, rund gemauerte Zisterne mit einer hinabführenden Treppe an der nordöstlichen Ecke des alten Gebäudes. Zu diesem späteren Bauwerk gehört die Grundfläche des Portikus mit den vier Säulen an der Nordseite der Ausgrabungsstätte.
Tylissos war sehr lange und dabei möglicherweise durchgehend bewohnt. Es bestand eine enge Verbindung zum 13 Kilometer östlich gelegenen Knossos. Dort ist der Ort auf einer Tontafel (KN-Tafel Ce 59.3b) in der mykenischen Linearschrift B als tu-ri-so erwähnt. Die Gebäude von Tylissos weisen die gleiche Qualität wie die in Knossos auf. Die gefundenen Miniaturfresken, die in 13 Fragmenten erhalten sind, ähneln den knossischen in Stil und Motiv. Die Lage von Tylissos macht es wahrscheinlich, dass der Ort als regionales wirtschaftliches Zentrum an der strategischen Passage nach Westkreta und ins Idagebirge fungierte, an der auch die „Minoischen Villen“ von Sklavokambos und Zominthos liegen.

Minoische Gebäude der Ausgrabungsstätte
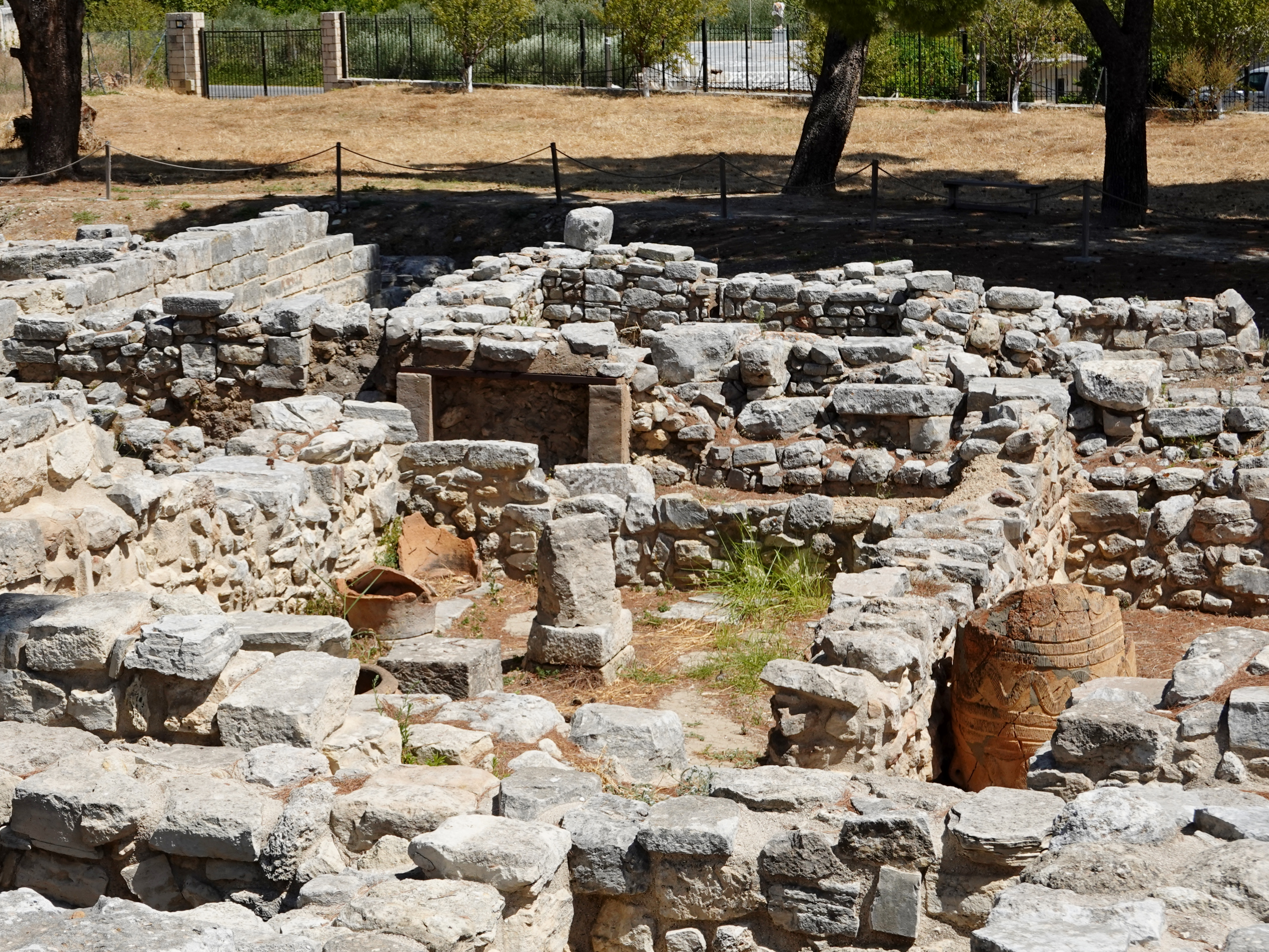
Lagerräume in Gebäude A
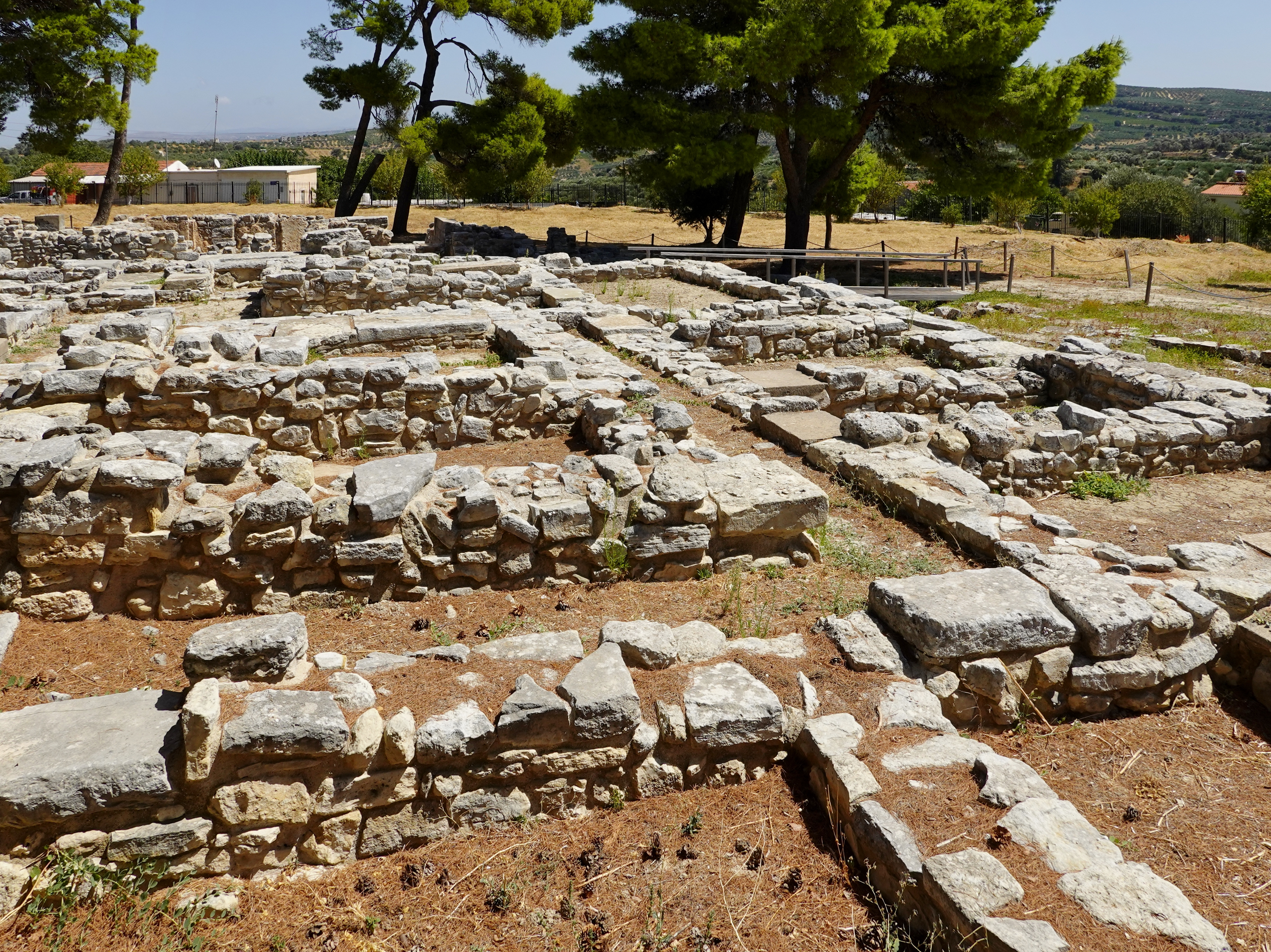
Raumanordnung in Gebäude B
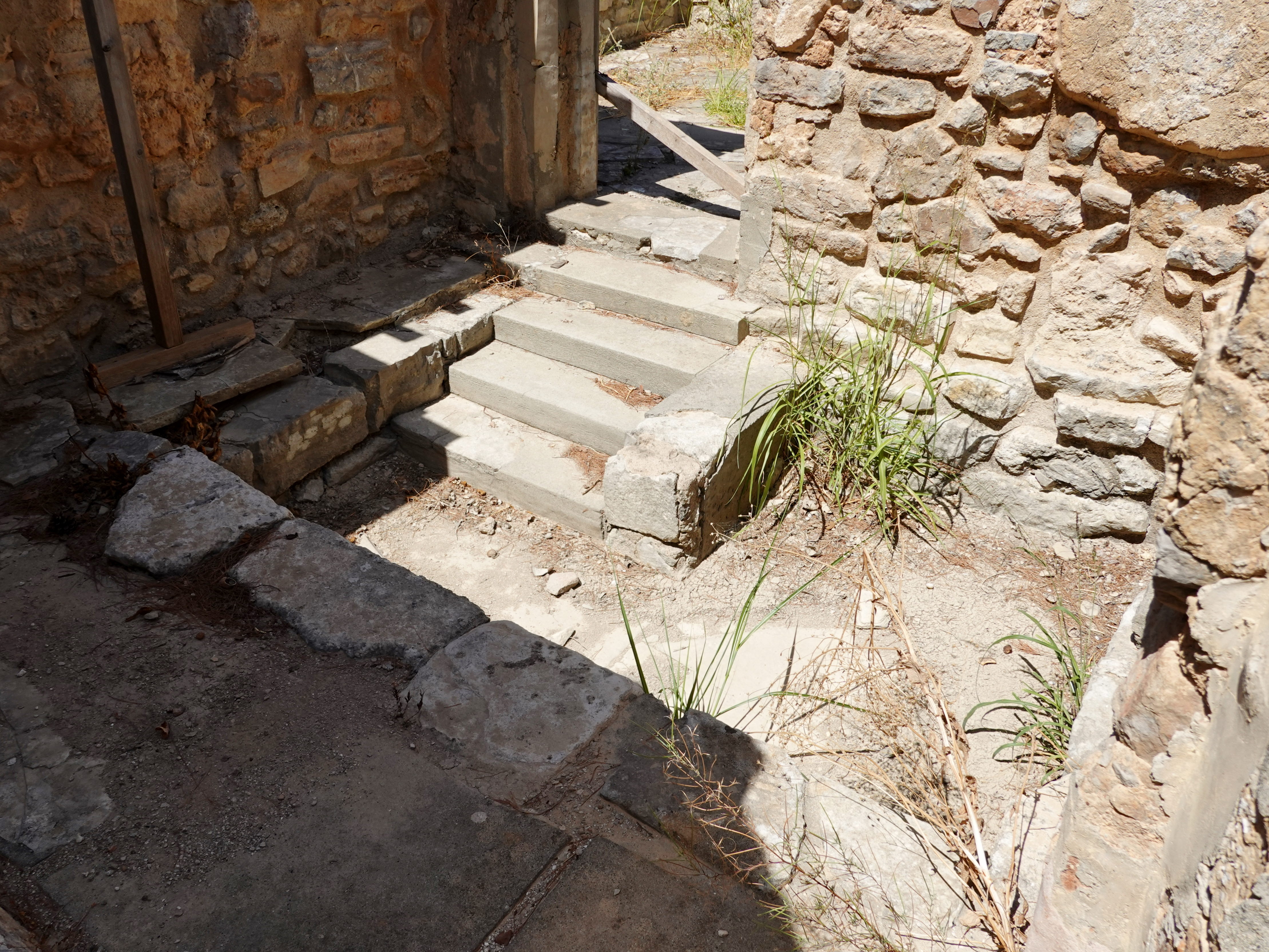
Lustralbecken in Gebäude C
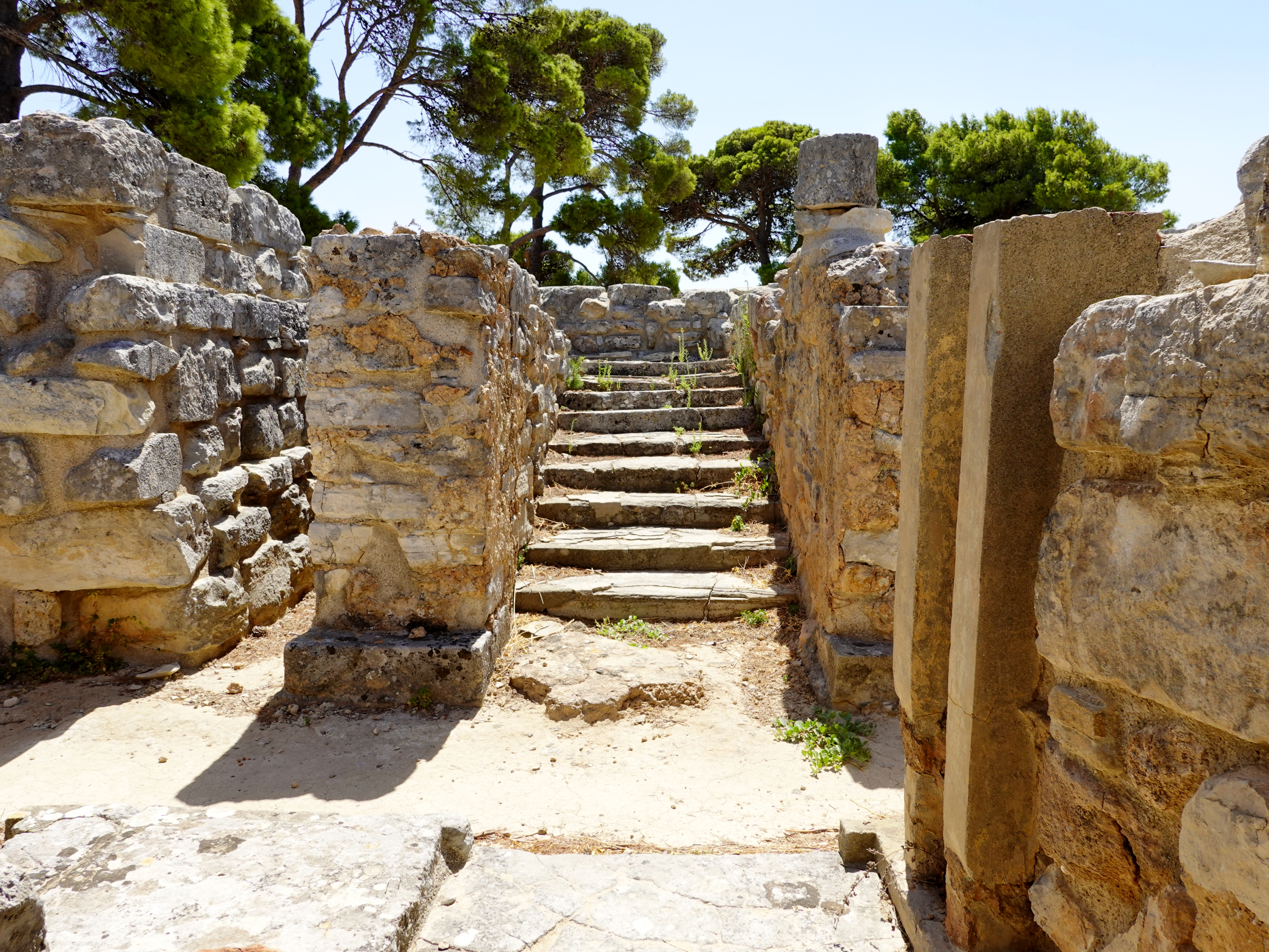
Treppenaufgang in Gebäude C